# Slatka Simona (2024.)
Slatka Simona je hrvatski filmski triler iz 2024. godine, redatelja i scenarista Igora Mirkovića. Nastao u produkcijske kuće Interfilm.
Najava za film objavljena je 30. listopada 2023., a film je u kinodistribuciju krenuo 8. veljače 2024.

## Radnja
Zeleni radi u opskurnoj firmi za seks-chat u Zagrebu i zavodi muškarce na internetu pod lažnim identitetom zavodljive slatke Simone. Negdje u Austriji živi tajanstveni Bobo, koji se upleo u Simoninu mrežu: piše joj danima i noćima, da bi na kraju poželio stvarnu vezu s njom. Simona potiče njegove želje, ali uvijek izbjegne susret. Ali kad Bobo odluči da će ostaviti sve zbog Simone i planira novi život s njom, seks-chat operateri shvate da je sve otišlo predaleko, da uništavaju život nepoznatog čovjeka. No, pokazat će se da ni Bobo nije govorio istinu.

## Glumačka postava
- Maja Jurić kao Slatka Simona
- Tina Keserović kao Jana
- Toma Medvešek kao Zeleni
- Jerko Maričić kao Bobo
- Nela Kocsis kao Liza
- Kristijan Ugrina kao Koni
- Paško Vukasovič kao Fred
- Luka Knez kao Memo
- Darko Stazić kao Profesor
- Nikolina Prkačin kao Dina
- Emma Lovett kao Crna Simona
- Biserka Ipša kao Gospođa Vera
- Jelena Miholjević kao Mima
- Ismet Čolić kao Janko
- Areta Ćurković kao Emina
- Martina Spitzer kao Gazdarica
- Josipa Anković kao Vlatka
- Onur Çağdaş Şahan kao Guido
- Lidija Penić-Grgaš kao Energična
- Hrvoje Greg Šimić kao Blesasti
- Dunja Ercegović kao pjevačica
- Mateja Bilosnić kao Plesačica 1
- Josipa Štulić kao Plesačica 2
- Krunoslav Belko kao Glava
- Ivan Slavinac kao Kamatar
- Mario Vrbanec kao Dimnjačar 1
- Dušan Kerić kao Dimnjačar 2
- Marko Lončar kao Mrga
- Lucija Barišić kao Pijana djevojka
- Elizabeth Zacero kao Slatka konobarica
- Dominik Škorić kao Mrzovoljni čovjek
- Milena Zajović kao Majina prijateljica
- Ognjen Milošević kao gledatelj na koncertu

## Snimanje
Snimanje filma započelo je u veljači 2022., snimalo se u Zagrebu, Samoboru, Mrkoplju, Zagrebačke županije, okolica Graza i Wolfsbergu u Austriji gdje je snimanje završeno u travnju 2022.

## Vanjske poveznice
- Službena stranica interfilm.hr
- Slatka Simona u internetskoj bazi filmova IMDb-a